# Football Club Internazionale 1953-1954
Questa voce raccoglie le informazioni riguardanti il Football Club Internazionale nelle competizioni ufficiali della stagione 1953-1954.

## Stagione
(Ricostruzione di Antonio Ghirelli, tratta dal libro Storia del calcio in Italia, sulla vittoria interista nel campionato 1953-54.)
Forte di un tricolore cucito sul petto e da difendere, l'allenatore Foni rivedeva schemi e tattiche del gioco per rispondere all'accusa di difensivismo mossa dalla stampa: alcune tensioni sorsero frattanto in spogliatoio, quando i mancati accordi tra Nyers e il presidente Masseroni circa la retribuzione economica del primo ne causarono l'esclusione dalla rosa.
Lo schieramento virò su caratteristiche affini al sistema, con Giacomazzi abile nel rompere le trame avversarie: riuscita la sperimentazione di Skoglund all'ala e Fattori in spinta, la manovra d'attacco era imperniata sul veloce Armano e su un Lorenzi pienamente ristabilito dall'infortunio. Con Padulazzi e Brighenti chiamati maggiormente in causa, l'apolide veniva reintegrato a furor di popolo in occasione del derby milanese svoltosi il 1º novembre 1953: una sua tripletta decideva l'incontro, col temporaneo vantaggio sul campo della Juventus sprecato facendosi imporre il 2-2.
Tra i nuovi nomi in organico anche Guido Vincenzi, scoperto nelle categorie amatoriali e debuttante in Serie A il 3 gennaio 1954: risultata protagonista del primo servizio a sfondo calcistico trasmesso dalla neonata Domenica Sportiva — con immagini riferite nello specifico alla partita contro la Fiorentina — l'Inter archiviò il girone d'andata del campionato coabitando la vetta assieme ai succitati toscani e sabaudi, perdendo qualche colpo nel ritorno.
I nerazzurri cadevano tra l'altro nella stracittadina del 21 marzo 1954, ponendovi tuttavia rimedio con un cappotto inflitto ai piemontesi, la più larga vittoria nerazzurra nella storia dei Derby d'Italia: il duello al vertice era riproposto dallo scorcio finale del torneo, indicando un cruciale spartiacque nella terzultima domenica. Il sofferto pareggio in Sicilia consegnava un punto di margine a Lorenzi e soci nei confronti dell'opponente, sconfitta da par suo a Bergamo: regolando granata e giuliani nelle ultime domeniche, il tecnico friulano riusciva nella difesa del titolo piazzandosi a quota 51 in classifica.

## Divise
| Casa | Trasferta |  |

## Organigramma societario
Area direttiva
- Presidente: Carlo Masseroni
- Consigliere: Giuseppe Prisco

Area tecnica
- Allenatore: Alfredo Foni

Area sanitaria
- Massaggiatore: Bartolomeo Della Casa

## Rosa
| N. |                   | Ruolo | Calciatore                    |
| -- | ----------------- | ----- | ----------------------------- |
|    | Italia (bandiera) | P     | Giorgio Ghezzi                |
|    | Italia (bandiera) | P     | Filippo Cavalli               |
|    | Italia (bandiera) | D     | Giovanni Giacomazzi           |
|    | Italia (bandiera) | D     | Ivano Blason                  |
|    | Italia (bandiera) | D     | Guido Vincenzi                |
|    | Italia (bandiera) | D     | Bruno Padulazzi               |
|    | Italia (bandiera) | D     | Attilio Giovannini (capitano) |
|    | Svezia (bandiera) | C     | Lennart Skoglund              |
|    | Italia (bandiera) | C     | Fulvio Nesti                  |
|    | Italia (bandiera) | C     | Maino Neri                    |

| N. |                     | Ruolo | Calciatore        |
| -- | ------------------- | ----- | ----------------- |
|    | Italia (bandiera)   | C     | Bruno Mazza       |
|    | Italia (bandiera)   | C     | Osvaldo Fattori   |
|    | Italia (bandiera)   | C     | Pietro Broccini   |
|    | Italia (bandiera)   | C     | Sebastiano Buzzin |
|    | Italia (bandiera)   | C     | Sergio Morin      |
|    | Italia (bandiera)   | A     | Benito Lorenzi    |
|    | Italia (bandiera)   | A     | Gino Armano       |
|    | Italia (bandiera)   | A     | Sergio Brighenti  |
|    | Ungheria (bandiera) | A     | István Nyers      |
|    | Italia (bandiera)   | A     | Luigi Zambaiti    |

## Risultati

### Serie A

#### Girone di andata
| Arbitro: | Massai (Pisa) |

|                          |           |  |
| Lorenzi 25’ Skoglund 89’ | Marcatori |  |

| Arbitro: | Pieri (Trieste) |

|  |           |                             |
|  | Marcatori | 61’ Armano 79’ Brighenti II |

| Arbitro: | Maurelli (Roma) |

|                                                      |           |                          |
| Buzzin 10’ Skoglund 16’ Lorenzi 37’ Brighenti II 40’ | Marcatori | 39’ Stefanini 64’ Bulent |

| Arbitro: | Orlandini (Roma) |

|              |           |            |
| Manzardo 14’ | Marcatori | 60’ Buzzin |

| Arbitro: | Liverani (Torino) |

|                   |           |          |
| Skoglund 24’, 76’ | Marcatori | 70’ Gren |

| Arbitro: | Rigato (Mestre) |

|                                          |           |                            |
| Armano 15’, 59’ (rig.) Pozzan 37’ (aut.) | Marcatori | 20’ Cappello 29’ Pivatelli |

| Arbitro: | Jonni (Macerata) |

|           |           |             |
| Galli 27’ | Marcatori | 62’ Lorenzi |

| Arbitro: | Agnolin (Bassano del Grappa) |

|                     |           |  |
| Nyers 50’, 54’, 73’ | Marcatori |  |

| Genova 8 novembre 1953 9ª giornata | Sampdoria        | 0 – 0 | Inter | Stadio Luigi Ferraris\| Arbitro: \| Orlandini (Roma) \| |
| Arbitro:                           | Orlandini (Roma) |       |       |                                                         |

| Arbitro: | Massai (Pisa) |

|                             |           |                       |
| Boniperti 31’ J. Hansen 54’ | Marcatori | 4’ Skoglund 24’ Nyers |

| Arbitro: | Pieri (Trieste) |

|                     |           |  |
| Mazza 59’ Nyers 89’ | Marcatori |  |

| Arbitro: | Marchese (Napoli) |

|  |           |                     |
|  | Marcatori | 3’ Pløger 48’ Szoke |

| Arbitro: | Massai (Pisa) |

|                             |           |                                         |
| Savioni 8’ Piola 43’ (rig.) | Marcatori | 30’ Brighenti II 40’ Lorenzi 41’ Armano |

| Arbitro: | Scaramella (Roma) |

|             |           |  |
| Fattori 26’ | Marcatori |  |

| Arbitro: | Rigato (Mestre) |

|                                       |           |  |
| Brighenti II 17’, 24’, 71’ Armano 68’ | Marcatori |  |

| Arbitro: | Agnolin (Bassano del Grappa) |

|           |           |          |
| Buhtz 68’ | Marcatori | 8’ Mazza |

| Trieste 17 gennaio 1954 17ª giornata | Triestina        | 0 – 0 | Inter | Stadio Giuseppe Grezar\| Arbitro: \| Jonni (Macerata) \| |
| Arbitro:                             | Jonni (Macerata) |       |       |                                                          |

#### Girone di ritorno
| Arbitro: | Pieri (Trieste) |

|  |           |            |
|  | Marcatori | 41’ Armano |

| Arbitro: | Maurelli (Roma) |

|                                       |           |               |
| Nesti 18’ Armano 30’ Brighenti II 75’ | Marcatori | 78’ Rasmussen |

| Arbitro: | Massai (Pisa) |

|                       |           |                 |
| Castoldi 52’ Sega 69’ | Marcatori | 15’, 20’ Buzzin |

| Arbitro: | Rigato (Mestre) |

|                            |           |                          |
| Armano 27’ Lupi 42’ (aut.) | Marcatori | 21’ Eidefjäll 40’ Palmer |

| Arbitro: | Jonni (Macerata) |

|                    |           |            |
| Cervato 21’ (rig.) | Marcatori | 88’ Buzzin |

| Arbitro: | Massai (Pisa) |

|  |           |             |
|  | Marcatori | 70’ Lorenzi |

| Arbitro: | Jonni (Macerata) |

|             |           |             |
| Lorenzi 35’ | Marcatori | 13’ Bettini |

| Arbitro: | Orlandini (Roma) |

|                          |           |  |
| Nordahl 34’ Sørensen 74’ | Marcatori |  |

| Arbitro: | De Leo (Mestre) |

|                        |           |            |
| Armano 3’ Skoglund 81’ | Marcatori | 90’ Tortul |

| Arbitro: | Jonni (Macerata) |

|                                                             |           |  |
| Skoglund 7’, 79’ Armano 30’ Brighenti II 66’, 83’ Nesti 84’ | Marcatori |  |

| Arbitro: | Pieri (Trieste) |

|                     |           |            |
| Ciccarelli 12’, 80’ | Marcatori | 16’ Armano |

| Arbitro: | Jonni (Macerata) |

|  |           |                         |
|  | Marcatori | 60’ Lorenzi 68’ Fattori |

| Arbitro: | De Leo (Mestre) |

|                                          |           |            |
| Armano 2’ (rig.) Lorenzi 4’ Vincenzi 38’ | Marcatori | 13’ Renica |

| Arbitro: | Jonni (Macerata) |

|               |           |                           |
| Pravisano 85’ | Marcatori | 9’, 71’ Lorenzi 70’ Nyers |

| Arbitro: | Maurelli (Roma) |

|                    |           |                       |
| Cavazzuti 30’, 62’ | Marcatori | 3’ Mazza 38’ Skoglund |

| Arbitro: | De Leo (Mestre) |

|                        |           |  |
| Lorenzi 29’ Armano 36’ | Marcatori |  |

| Arbitro: | Agnolin (Bassano del Grappa) |

|                                        |           |                         |
| Lorenzi 5’ Nyers 11’, 38’ Skoglund 81’ | Marcatori | 28’ Secchi 86’ Rossetti |

## Statistiche
Statistiche aggiornate al 30 maggio 1954.

### Statistiche di squadra
| Competizione | Punti | In casa | In casa | In casa | In casa | In casa | In casa | In trasferta | In trasferta | In trasferta | In trasferta | In trasferta | In trasferta | Totale | Totale | Totale | Totale | Totale | Totale | D.R. |
| Competizione | Punti | G       | V       | N       | P       | Gf      | Gs      | G            | V            | N            | P            | Gf           | Gs           | G      | V      | N      | P      | Gf     | Gs     | D.R. |
| ------------ | ----- | ------- | ------- | ------- | ------- | ------- | ------- | ------------ | ------------ | ------------ | ------------ | ------------ | ------------ | ------ | ------ | ------ | ------ | ------ | ------ | ---- |
| Serie A      | 51    | 17      | 14      | 2       | 1       | 44      | 15      | 17           | 6            | 9            | 2            | 23           | 17           | 34     | 20     | 11     | 3      | 67     | 32     | 35   |
| Totale       | -     | 17      | 14      | 2       | 1       | 44      | 15      | 17           | 6            | 9            | 2            | 23           | 17           | 34     | 20     | 11     | 3      | 67     | 32     | 35   |

### Statistiche dei giocatori
Presenze e reti riferite al campionato.
| Giocatore     | Serie A  | Serie A |
| Giocatore     | Presenze | Reti    |
| ------------- | -------- | ------- |
| G. Armano     | 33       | 13      |
| I. Blason     | 1        | 0       |
| S. Brighenti  | 15       | 9       |
| P. Broccini   | 12       | 0       |
| S. Buzzin     | 12       | 5       |
| O. Fattori    | 20       | 2       |
| G. Ghezzi     | 34       | -32     |
| G. Giacomazzi | 29       | 0       |
| A. Giovannini | 25       | 0       |
| B. Lorenzi    | 28       | 12      |
| M. Neri       | 32       | 0       |
| F. Nesti      | 29       | 2       |
| B. Mazza      | 27       | 3       |
| L. Skoglund   | 27       | 10      |
| B. Padulazzi  | 25       | 0       |
| G. Vincenzi   | 18       | 1       |
| I. Nyers      | 14       | 8       |
| L. Zambaiti   | 1        | 0       |